# Oči su ti ocean
Oči su ti ocean(en croata), (Tus ojos son el océano en español), es el cuarto álbum del grupo croata E.N.I. publicado en 2007 y precedido por el tema del mismo nombre que comenzó a ser radiado a finales de 2006 con gran éxito en países como Croacia, Eslovenia o Bosnia-Herzegovina. Seguidamente, y coincidiendo con la publicación del disco, el tema "Trazi se decko" (Se busca novio) fue elegido como segundo sencillo, lo que le llevó a obtener gran consenso entre crítica y público, tal y como avalan los altos puestos obtenidos en varias listas de éxito adriaticas (como el TOP 20 de MTV Adria). Otros singles de este disco han sido "Ja znam" (Yo sé) y "Mona Lisa".

## Canciones del álbum
- 1. Oči su ti ocean
- 2. Mona Lisa
- 3. Traži se dečko
- 4. Ja znam
- 5. Sol u čaju
- 6. Kraj
- 7. Za tebe
- 8. Vatra
- 9. Gore je bolje
- 10.Prvi dan
- 11.Mensonge (Francuska)
- 12.Oči su ti ocean - Svadbas verzija
- 13.Ja znam - remix